# Петров Валентин Володимирович
Петров Валентин Володимирович (нар. 2 жовтня 1981, Черкаси, Україна) — український державний діяч. Голова Державної служби спеціального зв'язку та захисту інформації України (з жовтня 2019 по липень 2020), полковник.

## Біографія
2002 рік — закінчив Інститут міжнародних відносин Київського національного університету ім. Тараса Шевченка за спеціальністю «Міжнародна інформація».
2010 рік — Кандидат політичних наук за спеціальністю «Основи національної безпеки держави», доцент.
2015 рік — пройшов навчальну програму з розбудови спроможностей сектору безпеки George C. Marshall European Center for Security Studies (Німеччина, США).
2016 рік — пройшов навчальну програму з управління обороною в широкому безпековому контексті, Defense Academy of the United Kingdom (Велика Британія).
2018 рік — закінчив Києво-Могилянську бізнес-школу за спеціальністю «Публічне адміністрування в секторі національної безпеки і оборони».
2021 рік - Доктор політичних наук
З 2002 по 2003 рік — консультант Секретаря Ради національної безпеки і оборони України.
З 2003 по 2004 рік — головний спеціаліст Департаменту міжнародного співробітництва Міністерства оборони України.
З 2004 по 2014 рік — проходив військову службу в Службі безпеки України на посадах офіцерського оперативного та керівного складу.
З 2010 по 2014 рік — представник України в Комітеті Конвенції Ради Європи про кіберзлочинність.
З 2014 по 2019 рік — заступник керівника департаменту — керівник управління з питань сектору безпеки департаменту з питань сектору безпеки з питань державної безпеки та керівник служби з питань інформаційної безпеки Апарату Ради національної безпеки і оборони України.
З 2016 по 2019 рік — секретар національного координаційного центру кібербезпеки при Раді національної безпеки і оборони України.
З 2019 по 2020 рік - Голова Державної служби спеціального зв'язку та захисту інформації України.
З 2021 року - керівник служби Головного ситуаційного центру України Апарату Ради національної безпеки і оборони України.  
З 2023 року - керівник служби з питань воєної безпеки Апарату Ради національної безпеки і оборони України.  
Нагороджений Грамотою Верховної Ради України, Почесною грамотою Кабінету Міністрів України, багатьма відзнаками та медалями Служби безпеки України та Ради національної безпеки і оборони України.